# Središče, Moravske Toplice
Središče (madžarsko Szerdahely) je naselje v Občini Moravske Toplice. Kraj je opredeljen kot območje, kjer avtohtono živijo pripadniki madžarske narodne skupnosti in kjer je poleg slovenščine uradni jezik tudi madžarščina.